# TNA 임팩트 시리즈
TNA 임팩트 시리즈(TNA Impact) 시리즈는 Midway 게임사가 발매한 프로 레슬링 게임이다. 현재는 TNA 임팩트 Croess The Line이  플레이스테이션 포터블,  닌텐도 DS로 발매중이다.

## 게임 모드
각 시리즈마다 게임 모드는 다르나 일반적으로 연습 경기, 시즌(스토리), 토너먼트 모드, 캐릭터 제작 등이 있다. 기본적으로 TNA의 슈퍼스타들을 선택할 수 있다. 실제 TNA 임팩트의 무대인 임팩트 존 외에도 미국의 라스베이거스 주, 일본, 영국, 미국 프리덤 센터 등 다양한 무대에서 경기를 즐길 수 있다. 특히 2008년 10월 14일에는 스토리 모드에서 나온 캐릭터 수어사이드가 여러 레슬러들을 통해 실제 TNA 임팩트에 모습을 드러내기도 하였다.

## 캐릭터
기본적으로 TNA의 슈퍼스타들을 선택할 수 있다.

## 시리즈
괄호 안은 발매기종을 의미함
- TNA 임팩트! (비디오 게임) (PS2, PS3, XBOX360, Wii)
- TNA 임팩트 Cross The Line (PSP, NINTENDO DS)
- TNA 임팩트 2011 - (PSP, PS2, PS3, XBOX360)